# توأم طفيلي

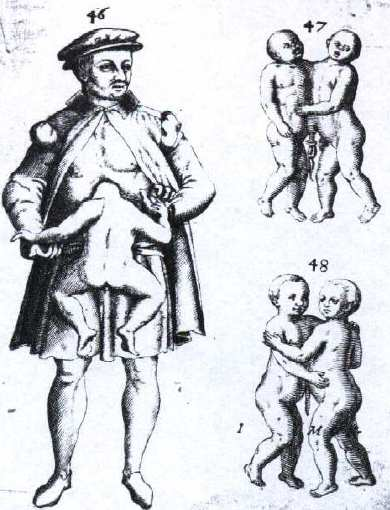
يظهر في يسار الصورة رجل بالغ مع توأمه الطفيلي.

التوأم الطفيلي (بالإنجليزية: Parasitic twin)‏ هو التوأم الأصغر من توأمين متلاصقين غير متكافئين ، وهو غير قادر على العيش بشكل مستقل بذاته وإنما يعتمد في نموه على أخيه التوأم الأكبر ، وفي هذا النوع من التوائم يظهر للمولود (التوأم الأكبر) أطراف إضافية أو رأس إضافي أو جذع إضافي ، ويعتقد أن سببها موت أحد التوأمين (التوأم الأصغر) داخل الرحم.

## اقرأ أيضاً
- فصل التوائم الملتصقة في السعودية
- جنين داخل جنين